# Jiulian
Jiulian (kinesiska: 九莲街道, 九莲) är en socken i Kina. Den ligger i provinsen Sichuan, i den sydvästra delen av landet, omkring 140 kilometer öster om provinshuvudstaden Chengdu. Antalet invånare är 24 861. Befolkningen består av 12 690 kvinnor och 12 171 män. Barn under 15 år utgör 14,0 %, vuxna 15-64 år 78 %, och äldre över 65 år 6,0 %.
Genomsnittlig årsnederbörd är 1 374 millimeter. Den regnigaste månaden är juli, med i genomsnitt 247 mm nederbörd, och den torraste är december, med 9 mm nederbörd.